# Kalvebod Brygge
Kalvebod Brygge er en vej langs Københavns Sydhavn. Den går fra Christians Brygge ved Langebro til Vasbygade. Fra Kalvebod Brygge er der udsigt til Københavns Havn; på den modsatte side af havnen ligger Islands Brygge. Kalvebod Brygge har megen trafik. På den vestlige del, fra Bernstorffsgade til Vasbygade, afgrænses den på den nordlige side af et stort jernbaneterræn.
Kalvebod Brygge betegner også bebyggelsen langs vandet, der primært er opført som resultat af grundspekulation. Den bruges ofte som eksempel på en forfejlet udvikling af ledige arealer i Københavns Havn.[kilde mangler]
I begyndelsen af 1990'erne var der planlagt et konferencecenter på området, der skulle genskabe Københavns økonomi, men siden blev arealet solgt til Ørestadsselskabet, der udviklede den nuværende bebyggelse på stedet. Bygningerne har reduceret aftensolen i visse dele af Havneparken på Islands Brygge.
Bygningerne er fra Langebro:
- Nykredits hovedsæde (1999-2001 af Schmidt Hammer Lassen).
- Copenhagen Marriott Hotel (1999-2001 af PLH Arkitekter).
- Ingeniørforeningen i Danmark (1997-1998 af Kieler Architects).
- Copenhagen Island (2006 af Kim Utzon Arkitekter).
- Nr. 45: Georgiens ambassade.[1]

Nærmest Langebro ligger et lille toldkammer, tegnet af Kristoffer Varming 1910, som et minde om stedets tidligere aktive havnefunktioner. Det ejes nu af Nykredit.
En tunnel på 2-3 m i diameter bygges med pumper til at håndtere skybrud fra Frederiksberg og Vesterbro.

## Historie
Hvor midterrabatten i dag ligger på Kalvebod Brygge, lå der tidligere et jernbanespor, som forbandt Godsbanegården i Bernstorffsgade med svingbroen langs Langebro over havnen til Amagerbanen, hvor der var godstrafik frem til 1991.
Ved Kalvebod Brygge lå U-461, som var Sovjetunionens største dieseldrevne undervandsbåd, der medbragte kernevåben. Den ligger nu ved Peenemünde.